# Dutee Chand
Dutee Chand (ur. 3 lutego 1996) – indyjska lekkoatletka specjalizująca się w biegach sprinterskich.
Brązowa medalistka biegu na 200 metrów podczas mistrzostw Azji w Pune (2013). W tym samym roku zajęła 6. miejsce na mistrzostwach świata juniorów młodszych w biegu na 100 metrów. Podwójna złota medalistka juniorskich mistrzostw Azji (2014). W 2016 sięgnęła po brąz halowych mistrzostw Azji w Doha, natomiast w kolejnym roku była dwukrotnie trzecia podczas mistrzostw Azji.
Złota medalistka mistrzostw Indii. W roku 2020 została laureatką nagrody Arjuna Award.

## Osiągnięcia
| Rok  | Impreza                               | Miejsce        | Konkurencja        | Lokata     | Wynik   |
| ---- | ------------------------------------- | -------------- | ------------------ | ---------- | ------- |
| 2013 | Mistrzostwa Azji                      | Pune           | bieg na 200 m      | 3. miejsce | 23,82   |
| 2013 | Mistrzostwa świata juniorów młodszych | Donieck        | bieg na 100 m      | 6. miejsce | 11,71   |
| 2013 | Mistrzostwa świata juniorów młodszych | Donieck        | bieg na 200 m      | eliminacje | 24,68   |
| 2014 | Mistrzostwa Azji juniorów             | Tajpej         | bieg na 200 m      | 1. miejsce | 23,74   |
| 2014 | Mistrzostwa Azji juniorów             | Tajpej         | sztafeta 4 × 400 m | 1. miejsce | 3:40,53 |
| 2016 | Halowe mistrzostwa Azji               | Doha           | bieg na 60 m       | 3. miejsce | 7,37    |
| 2016 | Halowe mistrzostwa świata             | Portland       | bieg na 60 m       | półfinał   | 7,62    |
| 2016 | Igrzyska olimpijskie                  | Rio de Janeiro | bieg na 100 m      | eliminacje | 11,69   |
| 2017 | Mistrzostwa Azji                      | Bhubaneswar    | bieg na 100 m      | 3. miejsce | 11,52   |
| 2017 | Mistrzostwa Azji                      | Bhubaneswar    | bieg na 200 m      | 4. miejsce | 23,59   |
| 2017 | Mistrzostwa Azji                      | Bhubaneswar    | sztafeta 4 × 100 m | 3. miejsce | 44,57   |
| 2017 | Mistrzostwa świata                    | Londyn         | bieg na 100 m      | eliminacje | 12,07   |
| 2019 | Mistrzostwa świata                    | Doha           | bieg na 100 m      | eliminacje | 11,48   |
| 2022 | Halowe mistrzostwa świata             | Belgrad        | bieg na 60 m       | eliminacje | 7,35    |

## Rekordy życiowe
- Bieg na 60 metrów (hala) – 7,28 (2016) rekord Indii
- Bieg na 100 metrów – 11,17 (2021) rekord Indii
- Bieg na 200 metrów – 23,00 (2018)